# 기관 (기도)

기관의 구조

기관(氣管, trachea 또는 windpipe)은 인두, 후두와 허파 사이에 연결된 관으로, 숨 쉴 때 공기가 흐를 수 있게 하며 허파로 숨쉬는 거의 모든 동물들에 존재한다.

## 구조
성인의 기관은 내부 직경이 약 1.5~2cm이고 길이가 약 10~11cm이며, 여성보다 남성이 더 넓다. 기관은 후두의 윤상연골, 곧 6번 경추(C6) 부분의 아래쪽 가장자리에서 시작하여 기관용골(기관이 두 개의 기관지로 분기되는 지점), 곧 4번 흉추(T4) 부근에서 끝난다. 호흡에 따라 위치가 달라지기도 한다.
기관의 앞부분은 윤상인대로 연결된 고리 모양의 16~20개의 유리연골로 구성되어 있다. 성인에서의 한 개의 '고리'는 높이가 4mm이고 C자 모양이다. 기관근은 불완전한 고리의 끝을 연결하고 기관의 뒷벽을 구성한다. 또한 유리연골을 둘러싸는 결합 조직의 가장 바깥층인 외막은 기관이 구부러지고 늘어나는 등의 움직임을 돕는다.

### 혈액 및 림프 공급
상부 기관은 아래갑상동맥, 아래갑상정맥을 통해, 하부 기관은 기관지동맥에서 혈액을 공급받는다. 기관에서는 동맥이 기관 측면에서 기관과 평행하게 접근하며, 가지를 뻗은 형태로 분절되며 혈액을 공급한다. 이러한 분절동맥이 기관 벽에 접근하면 하부와 상부 동맥으로 갈라져 위아래에 있는 동맥의 가지와 문합된다. 이후 연골 내에서 다시 전방과 후방으로  갈라지며 기관 둘레를 따라 이동하여 맞은편의 동맥과 문합한다.

## 기능
기관의 주요 기능은 폐로 공기를 운반하는 것이다. 또한 공기가 폐에 도달하기 전에 공기를 따뜻하게 하고, 가습하고, 여과하는 기능을 한다. 기관은 연골로 된 고리로 구성되어 있어 항상 열린 상태를 유지하며, 연골은 기관의 허탈을 방지한다.
기관은 공기의 여과, 곧 이물질을 제거하는 기능을 한다. 이를 위해 기관 내부에는 먼지를 붙잡는 점액을 생성하는 점막이 늘어서 있다. 점막을 둘러싸고 있는 작은 털인 섬모가 점액과 붙잡힌 입자를 기관 바깥으로 이동시킨다.

## 같이 보기
- 기관지 (해부학)
- 기도 (의학)
- 세기관지 (영어 복수형은 bronchioles 또는 bronchioli)
- 기관 (해부학)